# Patria NEMO
Patria NEMO (від англ. NEw MOrtar) — безлюдний бойовий модуль з 120-мм мінометом, створений фінською компанією Patria Land Oy як полегшена модифікація мінометної системи AMOS. Може бути встановлений на різноманітні шасі а також на невеликі кораблі.
Система має непритаманну звичайним мінометам можливість вести вогонь прямим наведенням.

## Опис
Patria Nemo — легка дистанційно керована 120-мм мінометна система з високим рівнем мобільності, захисту і точності, здатна вести вогонь як прямим, так і непрямим наведенням.
Однією з особливості системи є її здатність вести вогонь під час руху.
Ця система дозволяє вести вогонь на відстань до 10 км зі швидкострільністю до 6 пострілів за хвилину.
Вага комплексу — близько 1900 кг. Залежно від платформи, машина, оснащена системою, може мати від 50 до 60 пострілів 120-мм боєприпасами.
Система також здатна здійснювати одномоментний удар з п'яти мін — вони послідовно вистрілюються по різних траєкторіях, а цілі досягають одночасно.
Було розроблено варіант встановлення бойового модуля NEMO в стандартний 20-футовий контейнер. Таким чином спрощено транспортування системи, її можливо використовувати як стаціонарну вогневу позицію для, наприклад, захисту баз, так і встановлювати на вантажне шасі, катери, тощо.

## Оператори

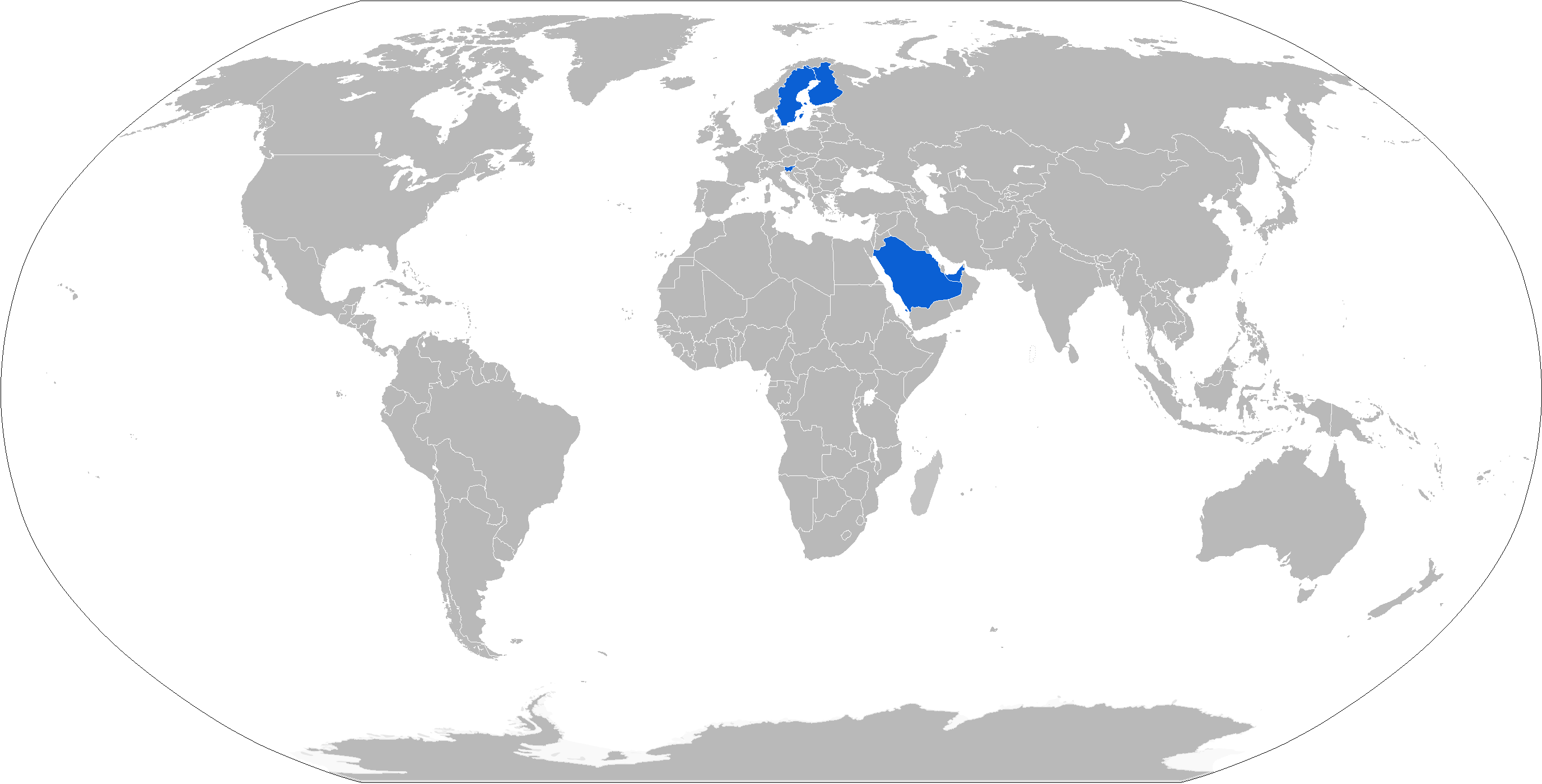
Країни-оператори NEMO

- ОАЕ — встановлено на артилерійські катери.[5]
- Саудівська Аравія — Національна гвардія Саудівської Аравії.[5]
- Словенія — встановлено на шасі Patria AMV.[6]
- Фінляндія — AMOS з 2013 року.[7][5]
- Швеція — див. AMOS.[5]